# مونتسيرات (جبل)
جبل مونتسيرات هو جبل ذو قممٍ عدَّة يقع قرب مدينة برشلونة في كتالونيا شمال شرق إسبانيا. يُمثِّل الجبل جزءاً من سلسلة الجبال الكتالونية وراء الساحلية، وأعلى قممه هي سانت جيروني (1,236م) ومونتروس (1,120م) وميراندا دي لس أغولّيس (903م). حاز الجبل اسمه تيمناً بجزيرة مونتسرات الصخرية الكاريبية. يشتهر جبل مونتسيرات باحتوائه دير سانتا ماريا دي مونتسيرات للرهبنة البندكتية، والذي يحوي بدوره حرم سيدة مونتسيرات، ويعتقد البعض أن هذا الحرم هو موقع الكأس المقدسة في أسطورة الملك آرثر.
تعني كلمة «مونتسيرات» حرفياً باللغة الكتالانية «الجبل المنشار» (أو «المسنن»، مثل منشار الخشب اليدوي تقريباً), ويعبر هذا الاسم عن الطبيعة الصخرية الفريدة للجبل، حيث توجد فيه الكثير من التشكيلات الصخرية التي تظهر من مسافات بعيدة، وتتألأف هذه التشكيلات من صخور الرواهص ذات اللون الزهري القوي، وهي نوع من الصخور الرسوبية. كانت مونتسيرات أول حديقة وطنية في إسبانيا.
أعلى قمم جبل مونتسيرات هي قمة سانت جيروني (بالكتالانية: Sant Jeroni)، بارتفاعها مسافة 1,236 متراً عن مستوى سطح البحر. يمكن الوصول إلى القمة عبر طرقٍ عدة للمشي، تربطها بالمحطة العلوية لقطار سانت جون الجبلي، ودير سانتا ماريا، وسفح الجبل. كذلك فإنَّ من المعالم المهمة على الجبل تشكيل كافال برنات الصخري، الذي يقع على ارتفاع 1,111 متراً، وهو مشهورٌ بين متسلّقي الجبال.